# محمد حازي
محمد حازي هو كاتب جزائري وخرّيج المدرسة العليا للأساتذة القبّة، وجامعة هواري بومدين للعلوم والتكنولوجيا، وكذا جامعتي باريس السادسة والحادية عشرة (مركز أورساي)؛ كما أنه أستاذٌ مشاركٌ بالمدارس الوطنيّة للأشغال العموميّة بالقبّة والمدرسة المتعدّدة التقنيات بالحرّاش والمدرسة العليا للأساتذة بالأغواط، وكذا كلّيّة المجتمع برفحاء في المملكة العربيّة السعوديّة، وكان مدير سابق للدراسات والتداريب بالمدرسة العليا للأساتذة بالقبّة، ورئيس سابق لقسم الرياضيات بنفس المدرسة ولا يزال بها مدرّسا.

## الحياة المبكّرة
وُلد محمد حازي في قرية بسماش وترعرع هناك. درس محمد في المدرسة العليا للأساتذة في القبّة وتخرَّج منها، ثمّ أكمل دراستهُ في وقتٍ لاحقٍ في جامعة هواري بومدين للعلوم والتكنولوجيا، وكذا جامعتي باريس السادسة والحادية عشرة (مركز أورساي). أصبحَ حازي في وقتٍ ما أستاذًا مشاركًا بالمدارس الوطنيّة للأشغال العموميّة بالقبّة والمدرسة المتعدّدة التقنيات بالحرّاش والمدرسة العليا للأساتذة بالأغواط، وكذا كلّيّة المجتمع برفحاء في المملكة العربيّة السعوديّة، وكان قبل هذا قد شغلَ منصب مدير سابق للدراسات والتداريب بالمدرسة العليا للأساتذة بالقبّة (التي دَرَسَ بها)، كما شغل في وقتٍ ما منصب رئيس قسم الرياضيات بنفس المدرسة ولا يزال يعملُ بها مدرّسًا.

## المسيرة المهنيّة
بعيدًا عن مسيرتهِ الأكاديميّة فقد برز حازي في مجال التأليف والكتابة حيثُ أصدر أكثر من عشر كتب في مجالات مختلفة تتمحورُ في الغالب حول العلوم. حقَّقَ كتابهُ «مبادئ مفتاحية في مفاهيم طبولوجية» شهرة واسعة واعتُمد من قِبل المؤسسات التعليميّة في الجزائر وهو الكتاب الأول من ثلاثيّة كتب هي: مبادئ مفتاحيّة في مفاهيم طبولوجيّة، الدروس الوافية في الفضاءات المتريّة، المقعّد المجلّي للتحليل الدّاليّ. نشر حازي كتابًا ثانيًا ضمن السلسلة هو «الدروس الوافية في الفضاءات المتريّة» وهو الكتاب الذي استعرضَ فيه محمّد في إطار الفضاءات المتريّة، مفاهيم التقارب والاستمرار والتراصّ والترابط وكذا جملة من مبرهنات شهيرة وهامّة، تُعدّ ركيزة من بينِ الركائز الأساسيّة في التحليل الدالّيّ.
كتابهُ الثالث ضمن السلسلة جاء بعنوان «المقعد المجلي للتحليل الدالي ؛ ملقح بتمارين محلولة ومصفح بأخرى للحل»، وهو الكتاب الذي يُعتبر المقطورة الثالثة والأخيرة ضمن السلسلة. ركّز محمد في هذا الكتاب على أداة بنيويّة هي الفضاءات النظيميّة وميزاتها، ويستعرضُ جوانب من تطبيقاته وتشعبّاته. صدرَ في ستّة فصول وهي: الفضاء النظيميّ: تعاريف وخصائص عامّة، فضاء التطبيقات الخطّيّة الشعاعيّ،العائلات القابلة للجمع، الفضاءات الهيلبرتيّة، سلاسل فوريي ومدخل إلى نظرية المؤثّرات، كما يحوي كلّ فصلٍ على عددٍ من المسائل والتمارين المحلولة وأخرى للبحث، يفوق عددها في الإجمال المائة وسبعة وأربعين.
نشر محمد حازي المزيد من الكتب مع توالي السنوات وكان أحدها كتاب «من دفاتر التحليل المتتاليات العددية»، وهو الكتاب الذي استعرض فيهِ ركيزة كبرى من برنامج التحليل الرياضيّاتيّ في المرحلة الجامعيّة الأولى، تشترك فيها جميع الشعب العلميّة وغيرها من الفروع والتخصّصات. أتبعهُ بكتابٍ آخر هو «الفالج المقروض في الإمتحانات والفروض» وهو كتابٌ لم يُحقّق الشهرة الكبيرة مثلما حققته الكتب السابقة.
بدأ حازي في وقتٍ ما نشر سلسلة جديدة تتعلقُ بالتحليل الرياضياتي فأصدر كتابًا بعنوان «من دفاتر التحليل: التكامل الريماني وحساب الدوال الأصلية» وهو كتابٌ تناول فيه التكامل الريمانيّ وحساب الدوال الأصليّة وعرّج على التكاملات المعمّمة بنوعٍ من التفصيل، ثمّ أصدر بعده كتابًا آخر هو «من دفاتر التحليل: الدوال الحقيقية ذات متغير حقيقي - نهاياتها واستمرارها» وهو الكتاب الذي تناول فيه محمد الدوال وفق خمسة أقسام هي: النهايات، الاستمرار، الدوال الأوليّة وعكوسها وقسمين آخرين للتمارين والحلول، ثمّ هناك كتابٌ آخر ضمن نفس السلسلة تحت عنوان «من دفاتر التحليل: المعادلات التفاضلية العادية من الرتبتين الأولى والثانية - تقعيد نظري وتطبيقات» وهو الكتاب الذي تولّى فيه الأستاذ الجزائري تقديم المعادلات التفاضليّة العادية من الرتبتين الأولى والثانية أساسًا بالإضافة لكتيّبات أخرى.

## قائمة أعماله
هذه قائمةٌ بأبرز أعمال الكاتب والأستاذ الجزائري محمد حازي:
- المقعد المجلي للتحليل الدالي: ملقح بتمارين محلولة ومصفح بأخرى للحل
- مبادئ مفتاحية في مفاهيم طبولوجية
- من دفاتر التحليل المتتاليات العددية: تمارين محلولة ومسائل
- الدروس الوافية في الفضاءات المترية
- من دفاتر التحليل: القابلية للاشتقاق والنشور المحدودة لدى الدوال الحقيقية ذات متغير حقيقي - تقعيد نظري وتطبيقات
- الفالج المقروض في الإمتحانات والفروض - الجزء الأول
- من دفاتر التحليل: الدوال الحقيقية ذات متغير حقيقي - نهاياتها واستمرارها
- من دفاتر التحليل: التكامل الريماني وحساب الدوال الأصلية - شق نظري وآخر تطبيقي
- الفالج المقروض في الإمتحانات والفروض - الجزء الثاني
- من دفاتر التحليل ؛ المعادلات التفاضلية العادية من الرتبتين الأولى والثانية - تقعيد نظري وتطبيقات